# Лошадь для Дэнни
«Лошадь для Дэнни» (англ. A Horse for Danny) — американский телефильм 1995 года.

## Сюжет
Дэнни — 11-летняя девочка, живущая близ ипподрома вместе со своим дядей Эдди, тренером лошадей. Хотя Дэнни и совсем молода, но её уже можно считать знатоком скачек. Она прекрасно знает весь механизм мошенничества во время соревнований и понимает в какой момент жулик начинает влиять на ход скачек и как определить это. А когда дядя Дэнни делится с ней своей мечтой прославиться, выиграв скачки со своим скакуном, у девочки уже есть подходящая кандидатура для этого — лошадь по прозвищу Мальчик-с-пальчик. Терпеливо накапливая деньги за счёт аккуратных ставок на тотализаторе, девочка покупает дяде Эдди эту лошадь и становится чемпионом. Но тем самым они нарушают планы тёмных личностей и те начинают им угрожать…

## В ролях
| Актёр         | Роль            |
| ------------- | --------------- |
| Роберт Урих   | Эдди Фортуна    |
| Лили Собески  | Даниэль Фортуна |
| Рон Брайс     | Джеральд        |
| Гэри Басараба | Солли           |
| Эрик Йенсен   | Муни            |
| Эд Брюс       | Харланд Макфи   |
| Карен Карлсон | миссис Слосон   |
| Брайан Майкл  | Кент            |
| Эд Грейди     | мистер Бэйнс    |